# (4319) Jackierobinson
(4319) Jackierobinson est un astéroïde de la ceinture principale.

## Description
(4319) Jackierobinson est un astéroïde de la ceinture principale. Il fut découvert le 1er mars 1981 à Siding Spring par Schelte J. Bus. Il présente une orbite caractérisée par un demi-grand axe de 2,34 UA, une excentricité de 0,22 et une inclinaison de 9,1° par rapport à l'écliptique.

## Compléments